# Centralamerikansk cacomixtler
Centralamerikansk cacomixtler eller centralamerikansk kattfrett (Bassariscus sumichrasti) är ett rovdjur i familjen halvbjörnar som förekommer i Centralamerika. Det svenska namnet cacomixtler är ett lånord från det indianiska språket Nahuatl där det ungefär betyder "halv puma" eller "halv katt".
Artpitetet i det vetenskapliga namnet hedrar naturforskaren François Sumichrast från Schweiz.

## Utseende och anatomi
Arten når en kroppslängd mellan 38 och 47 cm och därtill kommer en 39 till 53 cm lång svans. Vikten ligger vid 900 gram. Svansen är yvig och bär ljusgråa och svarta ringar. Övriga päls har en ljusgrå till brun färg. Klorna kan inte dras in. Djuret har 40 tänder med väl utvecklade hörntänder.

## Utbredning och habitat
Denna halvbjörn förekommer från södra Mexiko till centrala Panama. Det saknas dokumentationer om centralamerikansk cacomixtler i Nicaragua men antagligen lever den även där. Utbredningsområdet av centralamerikansk cacomixtler och kattfrett överlappas i de mexikanska delstaterna Guerrero, Oaxaca och Veracruz. Arten lever i olika slags skogar som regnskogar i slättlandet eller på bergstrakter samt i torra skogar. Dessutom hittas den i buskmarker.

## Ekologi
Centralamerikansk cacomixtler är aktiv på natten och vistas främst i skogens mellersta eller höga zoner, på marken syns den nästan aldrig. Utanför parningstiden lever individerna ensam, i sällsynta fall iakttogs upp till nio individer på samma träd. Reviren är i genomsnitt 136 hektar stora och överlappar normalt inte. Territoriets gränser förklaras vanligen med högljudda läten.
Arten är en allätare och har troligen frukter som främsta föda. Dessutom äter den små ryggradsdjur som grodor, ödlor, fåglar och gnagare samt insekter och ägg.
Parningen sker vanligen mellan februari och juni men kan förekomma under andra årstider. Dräktigheten varar i genomsnitt 64 dagar och sedan föder honan vanligen ett enda ungdjur. Födelsen sker i bon som byggs på trädet eller i trädets håligheter. Ungen är vid födelsen blind och väger bara omkring 25 gram. Den börjar efter 6 till 7 veckor med fast föda men dias vanligen tre månader. Honan är huvudansvarig för ungen uppfostring men hannen tolereras i vissa fall. Könsmognaden infaller allmänt efter tio månader. Individer i fångenskap blev upp till 23 år gamla och för vilda individer finns inga data angående livslängden.

## Hot
Centralamerikansk cacomixtler har olika naturliga fiender som rovfåglar, tayra, ocelot och stora ormar.
Den jagas i vissa regioner av utbredningsområdet av ursprungsbefolkningen för pälsens och köttets skull. Det största hotet är däremot habitatförstörelsen genom skogsavverkningar då arten är starkt beroende av skogar. I de flesta regionerna har arten en spridd population. IUCN listar centralamerikansk cacomixtler på grund av det jämförelsevis stora utbredningsområde och då den lever i några nationalparker som livskraftig (Least Concern).